# Kirche zum Heiligen Kreuz (Weiler an der Zaber)

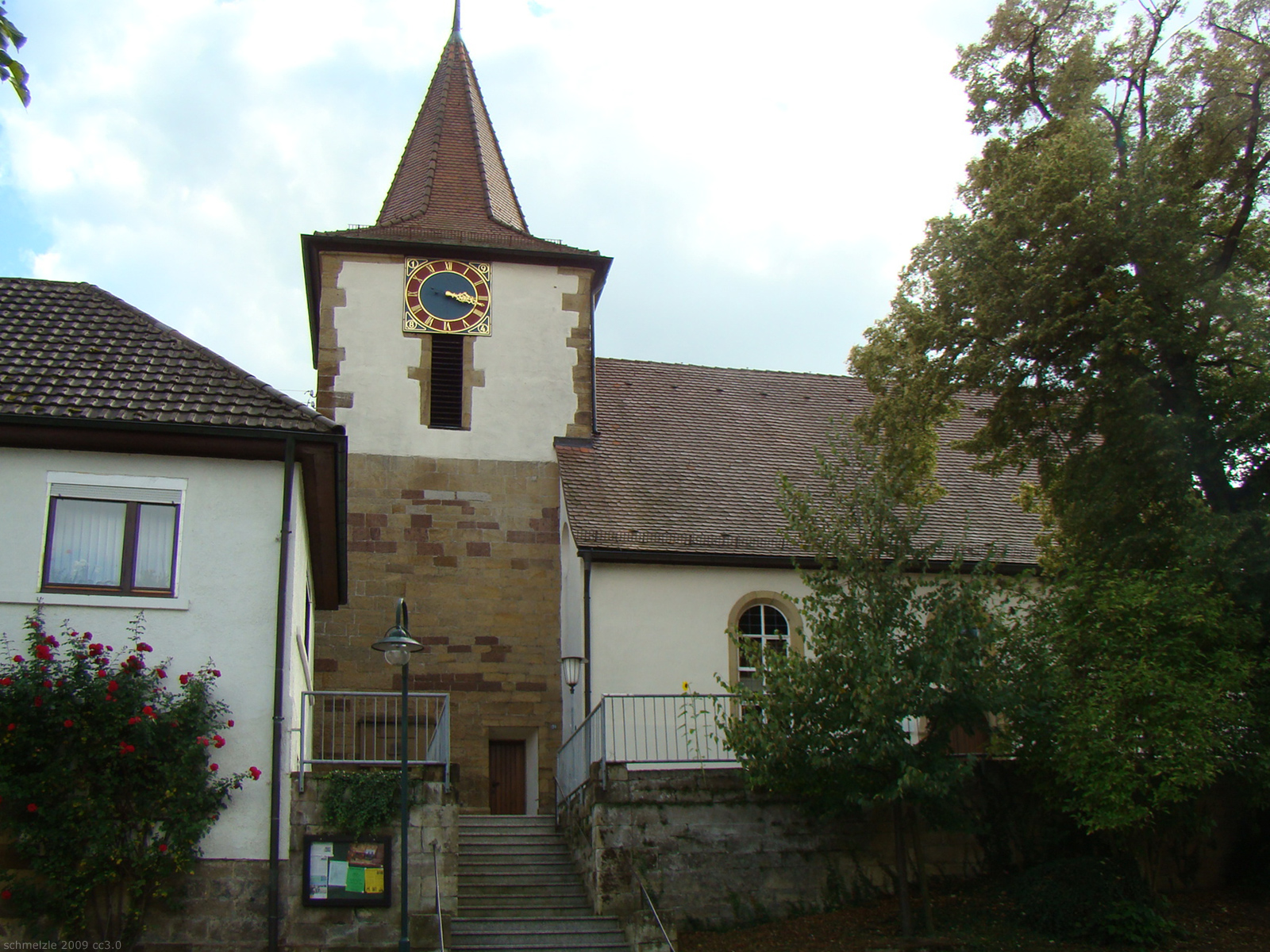
Kirche zum heiligen Kreuz in Weiler an der Zaber

Die Kirche zum heiligen Kreuz in Weiler an der Zaber, einem Ortsteil von Pfaffenhofen im Landkreis Heilbronn im nördlichen Baden-Württemberg, ist eine evangelische Pfarrkirche. Der Turm der Kirche stammt noch aus dem hohen Mittelalter, das Kirchenschiff wurde im 18. Jahrhundert renoviert und ausgemalt.

## Geschichte

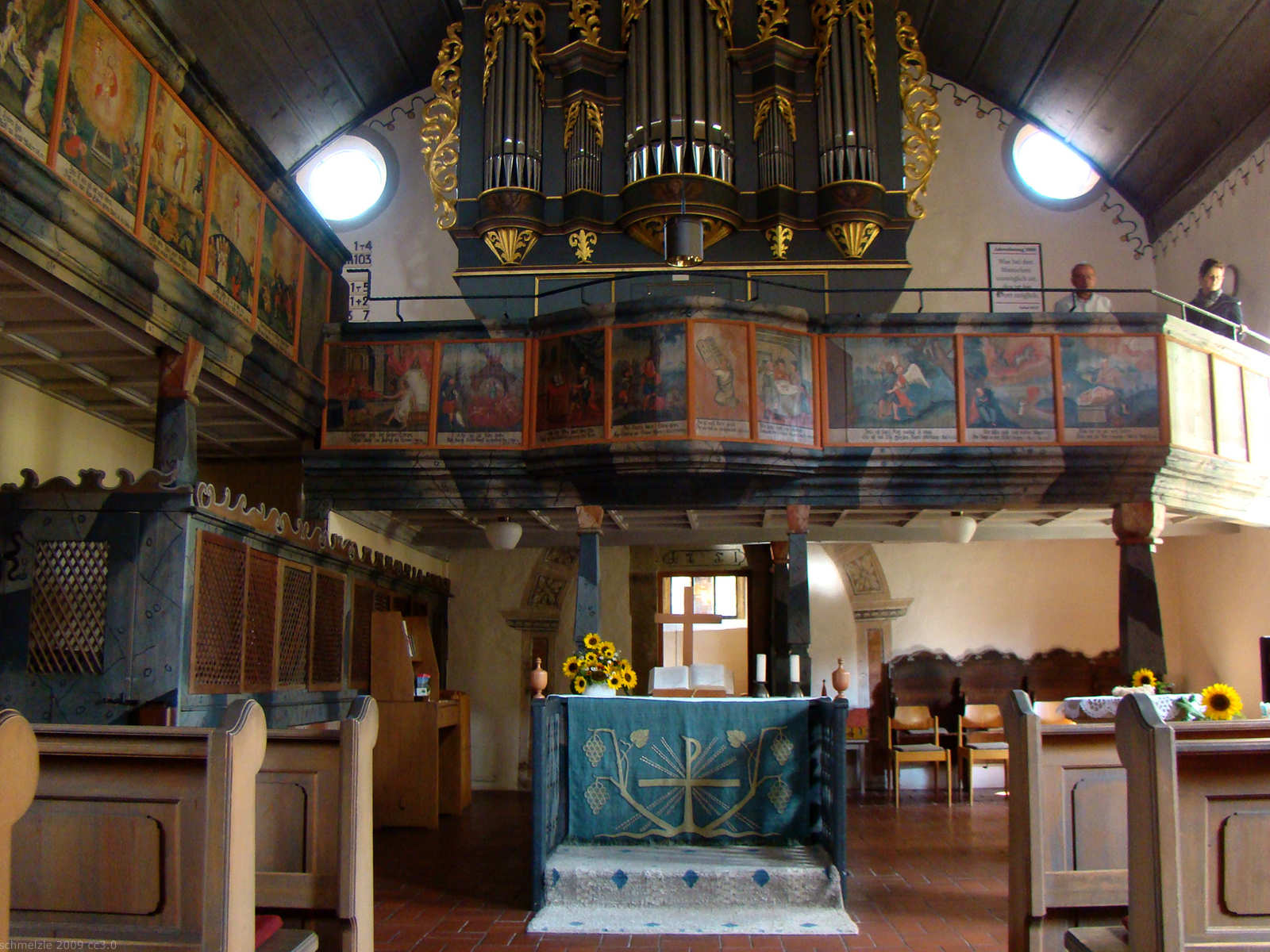
Blick zur Orgelempore und zum Altar, hinter dem Altar der vermauerte Chorbogen

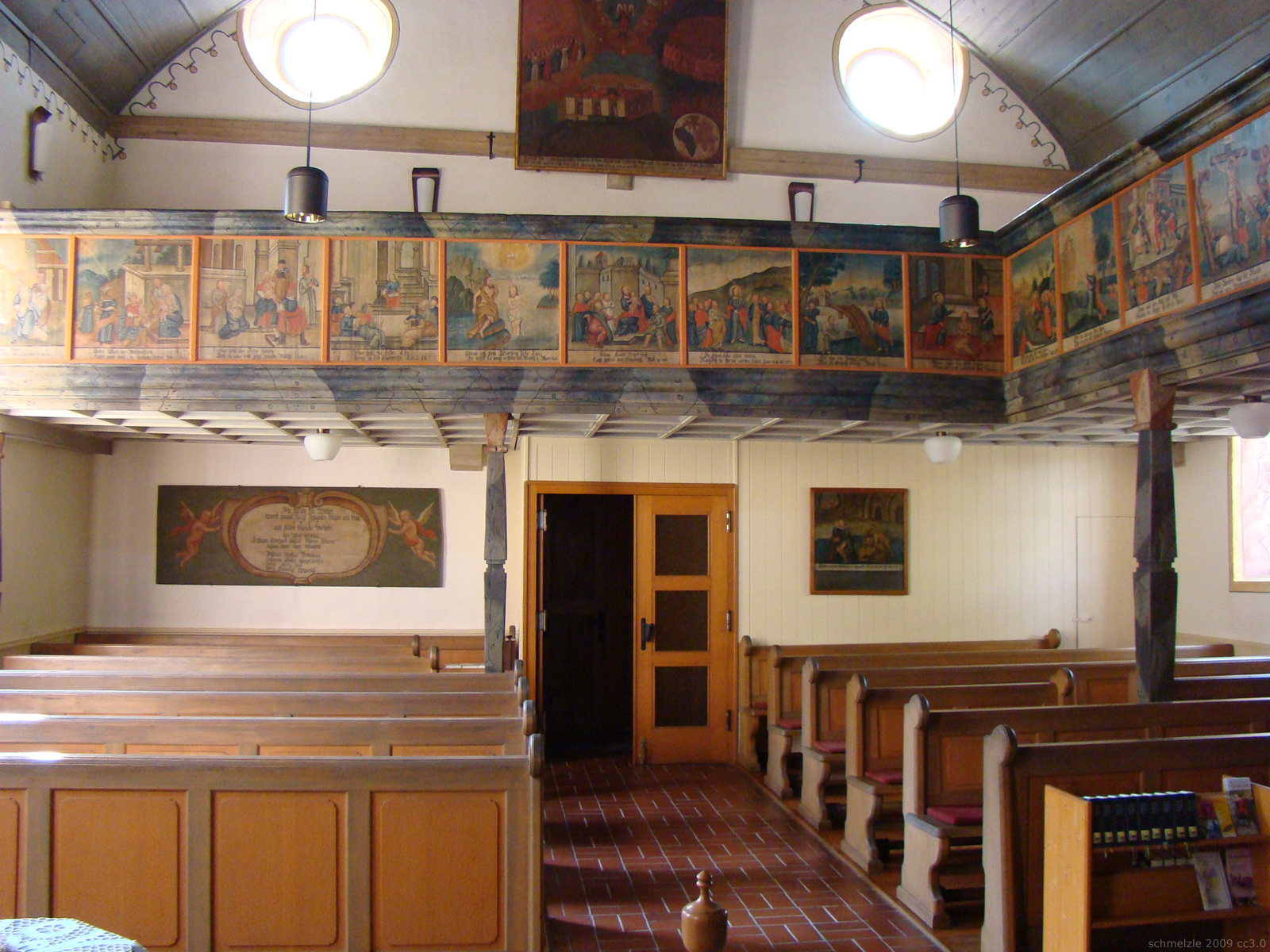
Blick zum Westgiebel

Die Ursprünge der Kirche in Weiler liegen im Dunkeln. Um 1300 bestand sie wohl als Wehrkirche. Aus jener Zeit stammt der älteste Teil der Kirche, der Unterbau des Turmes, der ein Kreuzrippengewölbe mit früh- und spätgotischen Malereien aufweist.
In der Zeit vor dem Bauernkrieg war Anton Eisenhut bischöflich-speyerischer Priester in Weiler. Eisenhut wurde Bauernführer und wurde 1525 in Bruchsal enthauptet. Im Dreißigjährigen Krieg wurde Weiler nahezu entvölkert. Den Krieg hat die Kirche wohl überdauert, jedoch fehlten danach die Mittel, um sie weiter zu unterhalten. 1698 war das Gebäude baufällig, 1701 brannte der Turmhelm nach Blitzschlag ab. Lange Jahre blieb es bei provisorischen Reparaturen.
1751 wurde die Kirche umfassend renoviert. Dabei wurden der mittelalterliche Turmchor vermauert und neues Gestühl in der Kirche im Stil einer Querkirche auf die Kanzel an der Mitte der südlichen Längsseite ausgerichtet. Das Kirchenschiff erhielt außerdem eine neue hölzerne Dreiseiten-Empore sowie das als Pfarrstall oder Gitterstüble bezeichnete Gestühl für die Pfarrerfamilie, da die restlichen Sitzplätze an die Gemeindemitglieder verkauft waren. Die Männer hatten ihre Plätze auf den Emporen, die Frauen hatten unten Weiberstühle, die Jugend stand vor der Kanzel.
1767 wurde die Kirche durch Johannes Stiegler aus Prag ausgemalt. Die Sinnsprüche um die Bilder hat vermutlich der damalige Pfarrer Johann Eberhard Gottlob Schober (1722–1768) erdichtet.
Wann die Kirchenorgel beschafft wurde, ist heute nicht mehr bekannt. Es handelt sich um ein bei Friedrich Philipp Wiegleb in Bönnigheim um 1730 gebautes Instrument, das sich spätestens seit dem frühen 19. Jahrhundert in der Kirche befindet. Lediglich der Orgelprospekt ist noch alt, denn die Orgel wurde mehrfach renoviert und erhielt 1994 schließlich ein bei Mühleisen in Leonberg hergestelltes neues Orgelwerk.
Die letzte Renovierung in der Kirche fand 1984 statt.

## Ausmalung

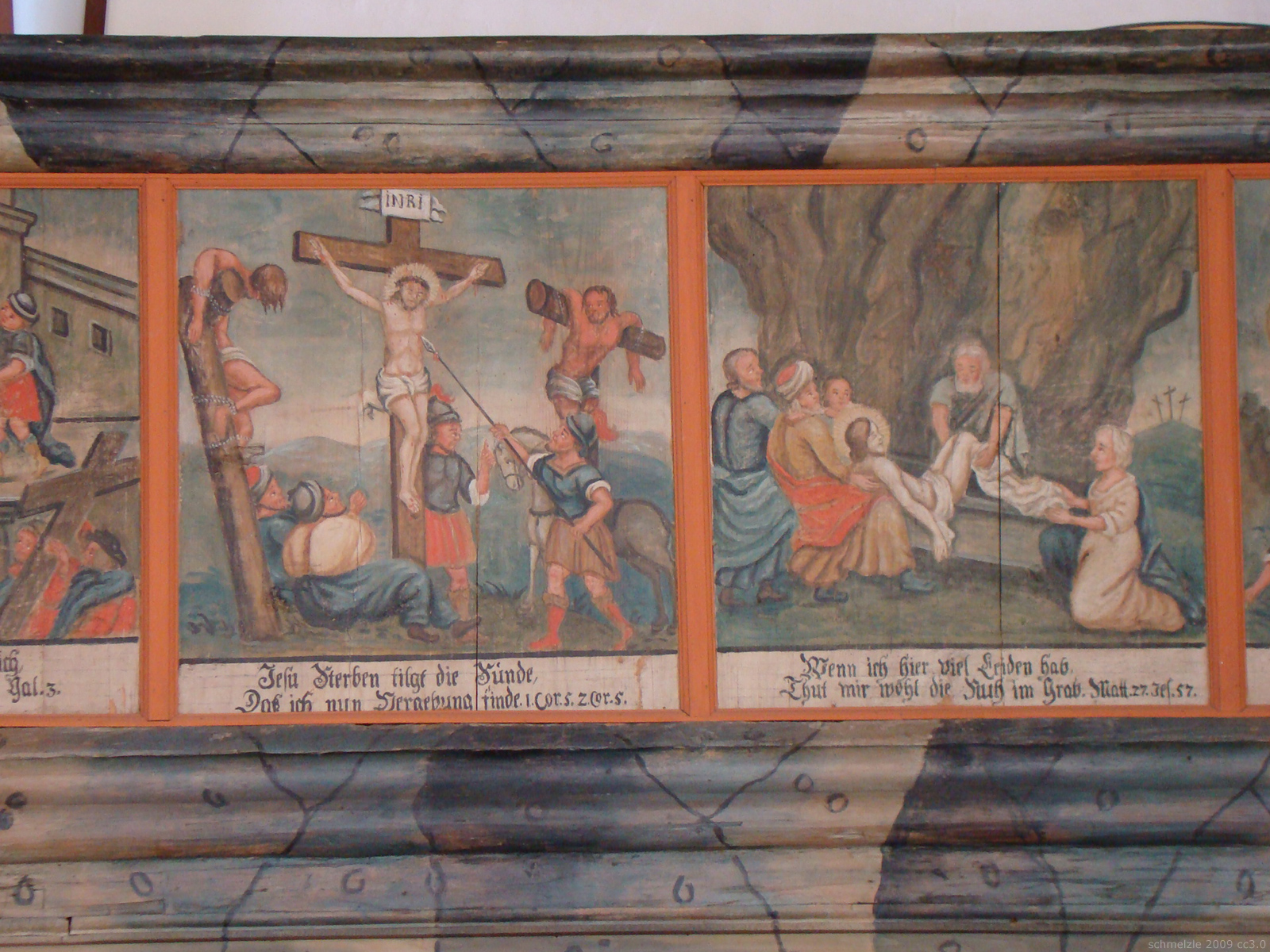
Ein Teil der bemalten Emporenbrüstung mit Kreuzigungsszene und Grablegung Christi

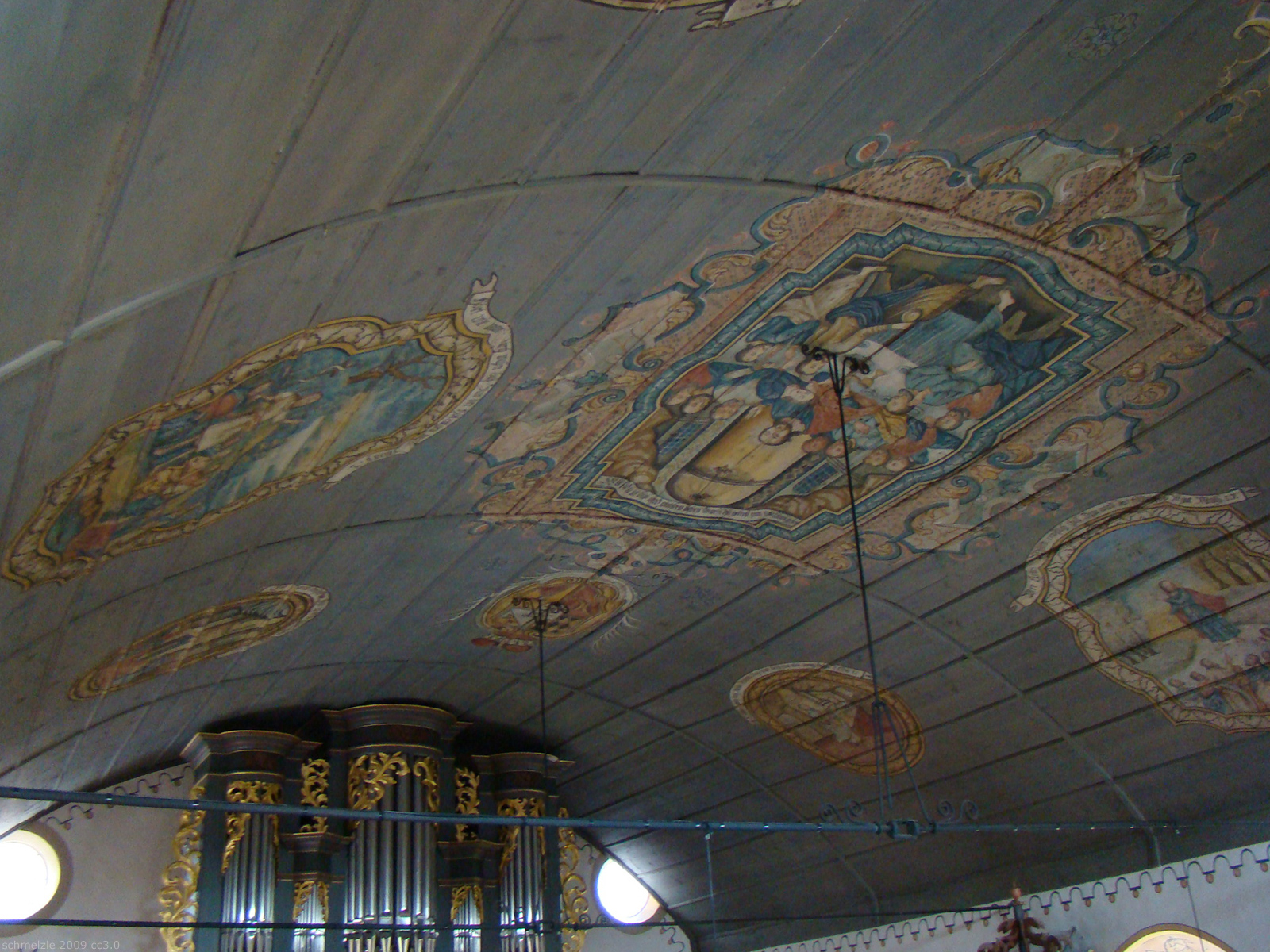
Deckenmalereien

Die Umstände der Ausmalung der Kirche sind im Kirchenkonventsprotokoll und auf einer Tafel in der Kirche belegt. Am 20. April 1767 verzeichnet das Protokoll laufende Verhandlungen mit dem Prager Maler Johannes Stiegler, der auch verschiedene andere Kirchen im württembergischen Unterland ausgemalt hat. Am 29. April 1727 war man sich einig geworden, und Stiegler wurde beauftragt. Er erhielt während der Dauer der Arbeit freie Kost und Logis sowie zum Abschluss der Arbeit 50 Gulden. Die Kosten trugen die Gemeindemitglieder. Die Ausmalung geschah in etwas mehr als zwei Monaten. Bemalt wurden vor allem die Emporenbrüstungen, die Kanzel und das hölzerne Tonnengewölbe der Kirche. Die Malereien zeigen verschiedenste biblische Szenen. Die die Malereien begleitenden Sinnsprüche stammen vermutlich vom damaligen Ortspfarrer.
Die Kanzel ist mit Szenen der Enthauptung Johannes des Täufers („Ein Lehrer muß die Wahrheit sagen, und sollt man ihm den Kopf abschlagen“), einer Pfingstdarstellung („Der Heilig Geist macht erst geschickt und die Gemeinde denn beglückt“) sowie einer Szene mit Jesus, der Gläubigen eine Hostie in den Mund legt („Herr Jesu, leg das Wort in meinen Mund, daß ich erbaulich red in jeder Stund“), verziert.
Die Orgelempore zeigt alttestamentliche Szenen, darunter Adam und Eva im Paradies, den Sündenfall, Kain und Abel, die Sintflut, den Opfergang Adams mit Isaak und den Auszug aus Ägypten. Auffallend ist, dass viele der alttestamentlichen Szenen in ihren Sinnsprüchen Bezug auf die neutestamentliche Heilsgeschichte nehmen. So ist der Opfergang Adams mit Isaak beschriftet mit „Isaak darf für uns nicht sterben, Jesus will das Heil erwerben“, an anderer Stelle findet sich „Führt Adam schon die Sünde ein, will Jesus doch der Heiland sein“. Die Darstellung der drei Männer im Feuerofen ist untertitelt mit „Besser ist’s im Feuer sterben als durch Bilderdienst verderben“, was als deutlicher Seitenhieb auf katholische Gottesdienste mit deren Heiligenverehrung verstanden wird.
Auf insgesamt 18 Bildern im westlichen Bereich der dreiseitig umlaufenden Empore sind neutestamentliche Szenen dargestellt, darunter gängige Motive wie die Beschneidung Christi, der 12-jährige Jesus im Tempel, Kreuzigung und Grablegung, aber auch eher selten dargestellte Motive wie eine Szene aus Matthäus 17, in der Jesus und seine Jünger den für die Tempelsteuer benötigten Groschen im Maul eines Fisches finden.
Das hölzerne Tonnengewölbe der Kirche zeigt überwiegend Motive zu den Themen Buße und Bekehrung mit einer großen Abendmahlsdarstellung als zentralem Motiv. An der Decke befindet sich auch das Wappen des damaligen württembergischen Herzogs Carl Eugen. Außerdem schuf Stiegler noch ein großes Tafelbild mit dem Jüngsten Gericht, das oberhalb der westlichen Empore aufgehängt wurde. An der westlichen Giebelwand ist eine Inschriftentafel angebracht, die den Maler, den damaligen Pfarrer, den Bürgermeister sowie einige Ehrenmänner nennt.
Die Art und Ausführung der Gemälde ist wesentlich einfacher als in vielen anderen Kirchen, die zur selben Zeit im Stil des Barock ausgemalt wurden. Dennoch sieht man in diesen in kurzer Zeit entstandenen Gemälden ein wichtiges Zeugnis ländlicher protestantischer Frömmigkeit im 18. Jahrhundert, die die Kirche in Weiler zu einem Kulturdenkmal machen.

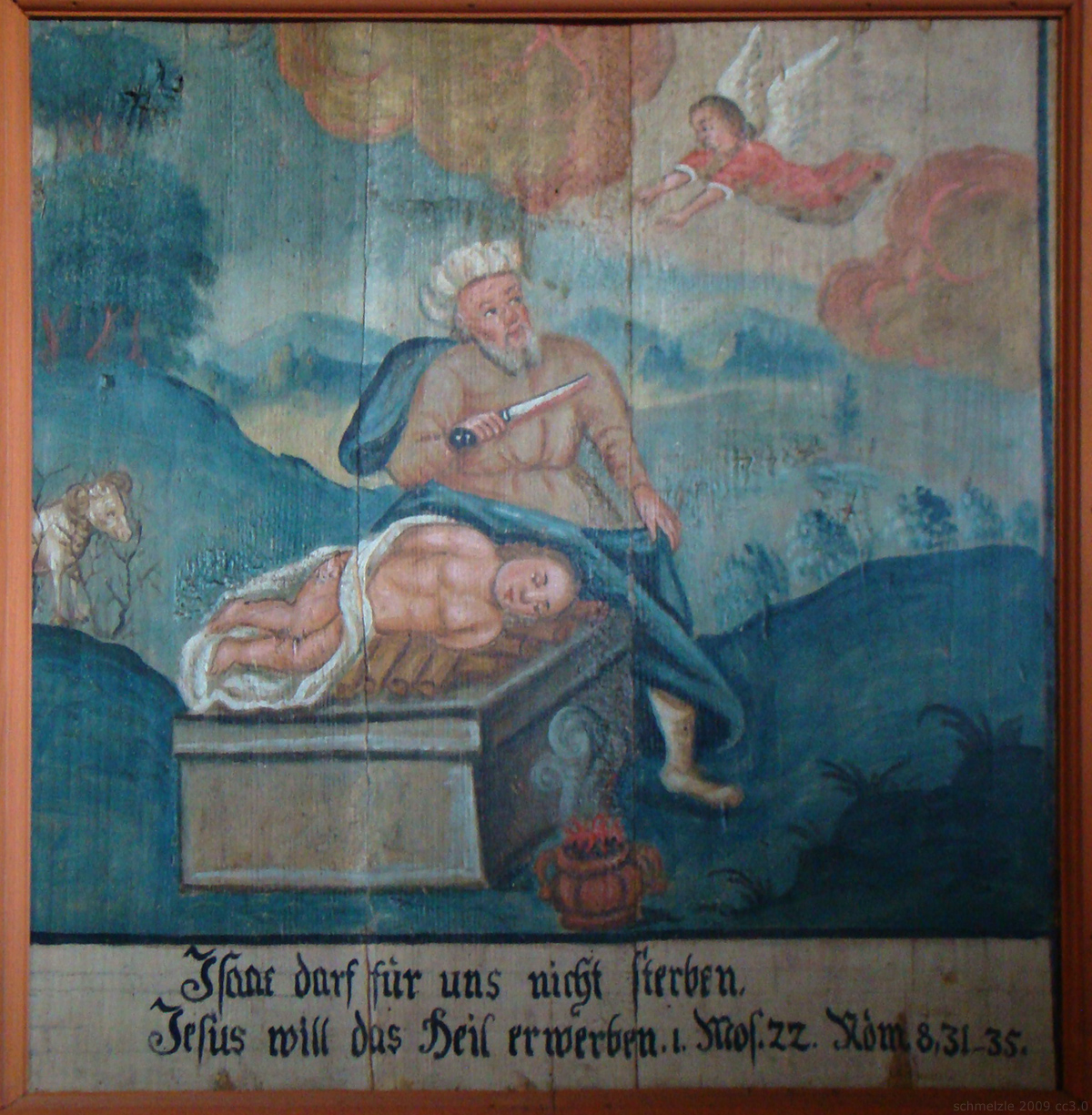
Opfergang Abrahams mit Isaak
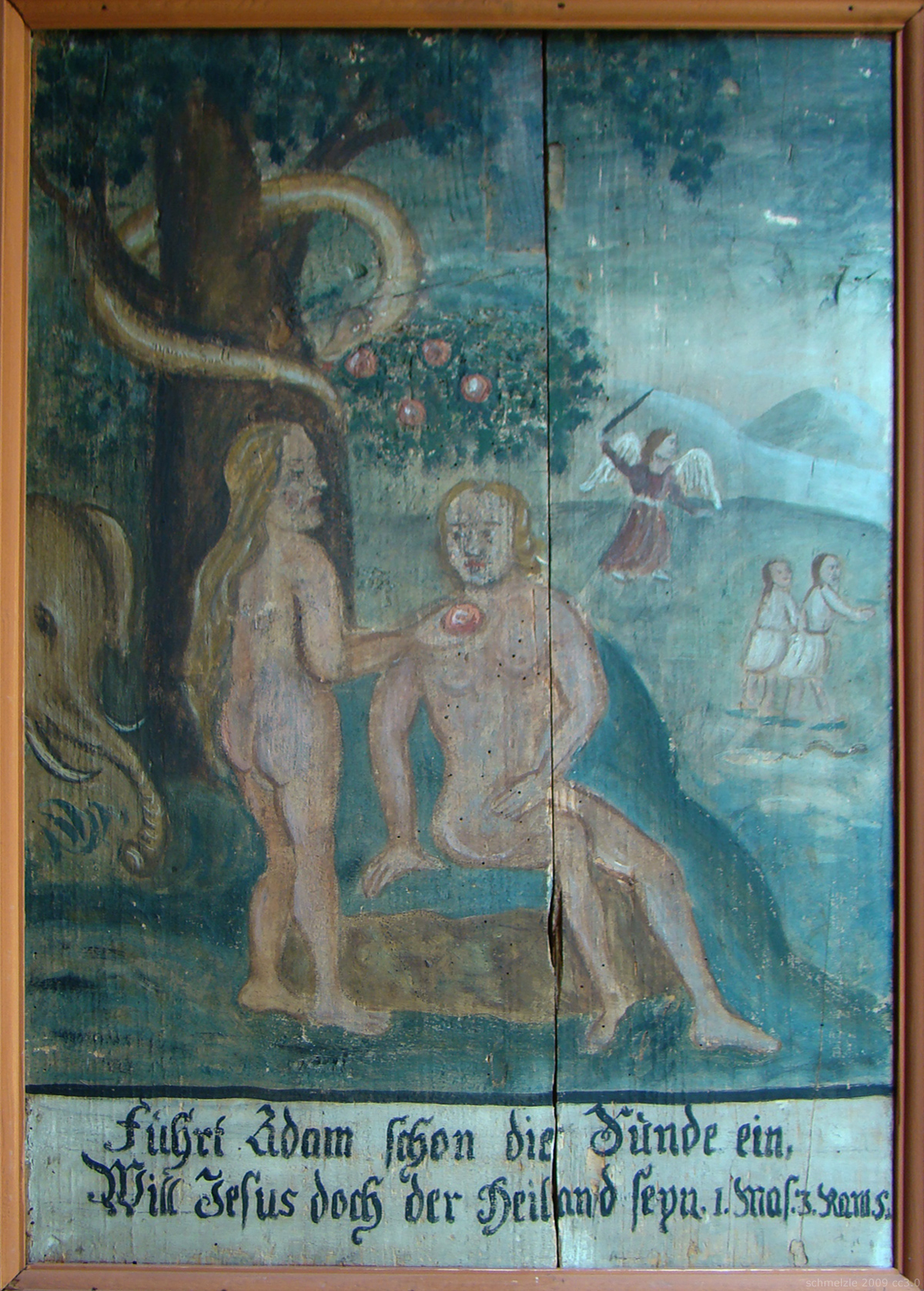
Sündenfall
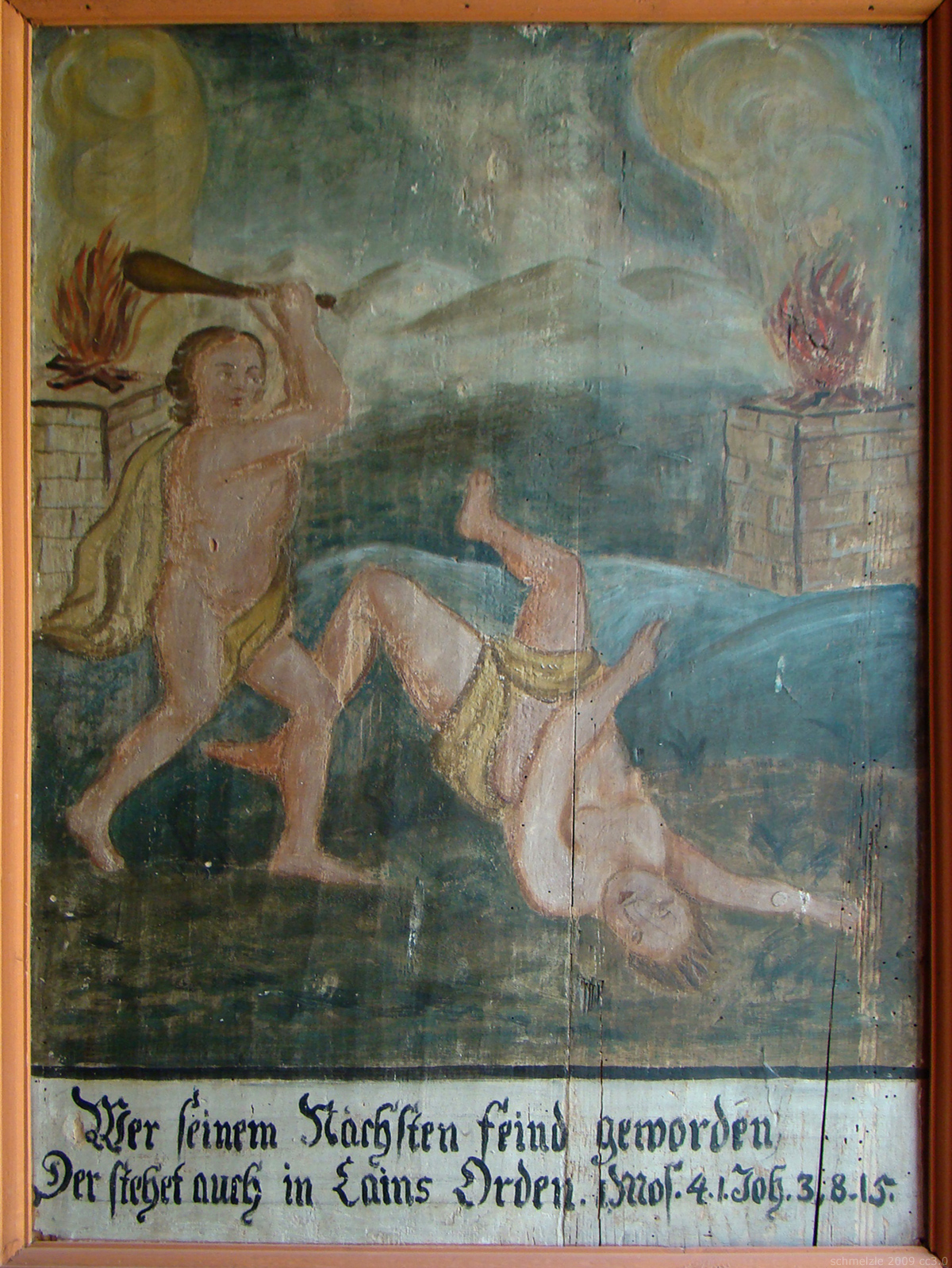
Kain und Abel